# 정8품
정8품은 고려와 조선의 18품계 중 제15등급의 품계였다.

## 조선
정8품에 해당하는 관직으로는 사록·설경·저작·대교·학정·부직장·부검·좌시직·우시직·사맹·수문장 등이 있었다.